# Křížová výprava roku 1197
Křížová výprava roku 1197 byla dílčí křížovou výpravou v pořadí mezi třetí a čtvrtou. Byla iniciována římskoněmeckým králem Jindřichem VI. z dynastie Štaufů za účelem pomoci ztenčujícím se křižáckým státečkům v Levantě a její účastníci pocházeli zejména z Říše, proto bývá někdy nazývána německou křížovou výpravou (Deutscher Kreuzzug) nebo také císařskou (kvůli rozlišení od třetí zvané královské). 

Samotný král Jindřich VI. se jí však nezúčastnil, neboť nečekaně zemřel krátce před svým odjezdem v Messině 28. září 1197. V Říši napjaté vztahy mezi Štaufy a Welfy zosobněné Filipem Švábským a Otou IV. Brunšvickým přerostly do otevřeného soupeření o moc. Mnozí účastníci kruciáty proto svou účast na tažení ihned přerušili a spěchali do Německa, aby ochránili své postavení a zájmy. Zbylí křižáci připluli do Svaté země a podařilo se jim dobýt pobřeží mezi Týrem a Tripolisem, které bylo nyní v muslimských rukou. Po dobytí měst Sidónu a Bejrútu byla výprava ukončena. Získaná města a území byla navrácena Jeruzalémskému království, k němuž ještě donedávna patřila, lze tedy výpravu považovat za úspěšnou.

## Galerie

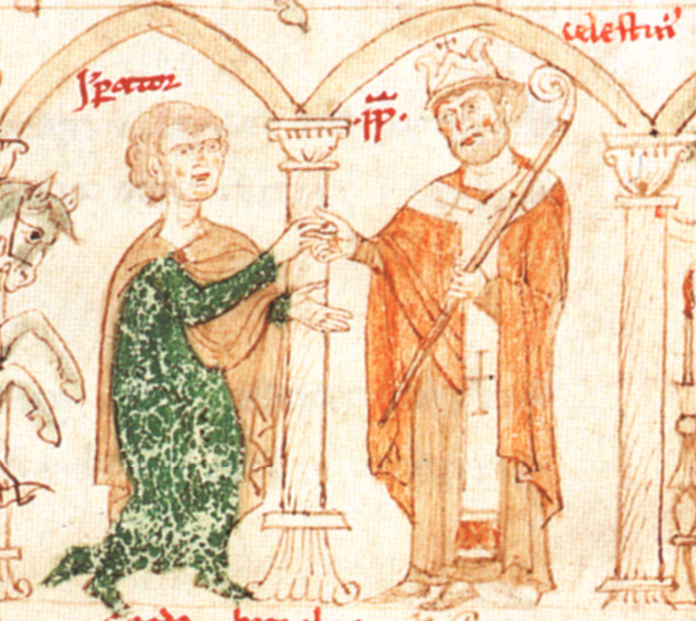
Jindřich VI. a papež Celestýn III., Liber ad honorem Augusti, 1196
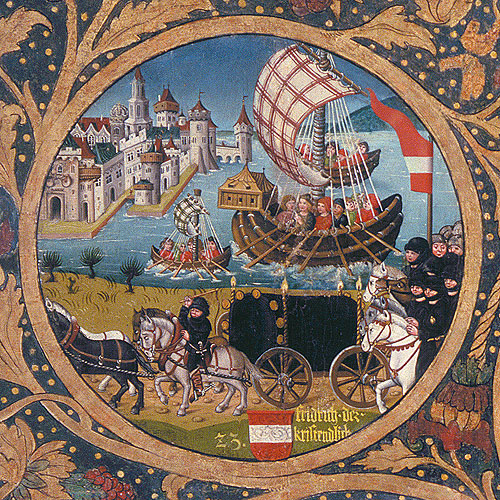
Fridrich I. na křížové výpravě do Svaté země v rodokmenu Babenberků kolem roku 1490